# Pixilación
La pixilación es una variante en la técnica de stop motion en la que no se usan muñecos o marionetas sino seres humanos. Los actores son usados como sujetos fotograma a fotograma en una película animada a través de mantener una pose mientras uno o más frames son tomados y cambiando sutilmente la pose antes del siguiente frame o frames. El actor se transforma así en una marioneta humana. Esta técnica es comúnmente usada al incluir actores y personajes animados en una misma película, como sucede en The Secret Adventures of Tom Thumb de los hermanos Bolex. Esta técnica la empleó por primera vez Segundo de Chomón para la película El hotel eléctrico en 1905. Otro ejemplo temprano es Jobard ne peut pas voir les femmes travailler, película de 1911 dirigida por el dibujante y animador Émile Cohl.
El término se debe al animador Grant Munro, quien tituló con ese nombre a su película experimental Pixilation, disponible en su colección de DVD "Cut Up – The Films of Grant Munro".

## Historia y usos
Desde mediados de los 90 se proliferó a la hora de experimentar en el campo de la animación y se diversificaron los métodos. Así la técnica del stop motion permitió la exploración de otras nuevas, como sería la pixilación.
No tuvo mayor repercusión hasta llegados los años 50 con el animador y director cinematográfico Norman McLaren. Su película, ganadora de un Óscar, Neighbours fue grabada basándose en esta técnica en el año 1952. La obra trata de dos hombres que viven pacíficamente en dos casas vecinas. Cuando una flor florece entre ellas, ambos luchan hasta la muerte para conseguir quedarse con la pequeña planta. El corto presenta una fuerte crítica contra la violencia y la guerra, por lo que fue galardonado como mejor cortometraje documental.
La pixilación no ha sido usada únicamente en la animación independiente, sino que también ha logrado una cierta importancia en la escena de los videos musicales. El ejemplo más conocido es Sledgehammer, de Peter Gabriel.
Paralelamente, esta técnica aparece en los créditos iniciales de Claymation (1978), documental de 17 minutos de Will Vinton, en el que se trata las técnicas de producción de su propio estudio de animación. Era la primera vez que se usaba este término y ahora se emplea como sinónimo de clay animation, otra variante del stop motion que se diferencia de la pixilación porque los sujetos animados suelen estar hechos de sustancias moldeables como la plastilina.

## Películas
- El hotel eléctrico (1908) de Segundo de Chomón.
- Norman McLaren y su A chairy tale (1957) y Neighbours (1952), ganadora del Óscar a mejor cortometraje documental en 1953.
- Chuck Menville y Len Janson con su trilogía de cortometrajes pixilados (Vicious Cycles – 1967, Blaze Glory – 1968, and Sergeant Swell of the Mounties – 1972)
- Monsieur Pointu (1975) de Bernard Longpré y André Leduc.
- Tetsuo: The Iron Man (1989), película de horror japonesa del director Shinya Tsukamoto.
- Gisèle Kérozène (1990) del director Jan Kounen.
- El animador checo Jan Švankmajer usa esta técnica en la mayoría de sus trabajos, pero destacan Comida (1992) y largas secciones de Conspiradores del placer (1996).
- The Secret Adventures of Tom Thumb (1993), de los hermanos Bolex.
- Western Spaghetti (2008) y el cortometraje nominado para el premio Óscar al mejor cortometraje de animación, Fresh Guacamole (2012) de PES.
- Paul Cummings y Tony Fiandaca dirigieron Tony vs. Paul (2007).
- Doxology (2007) de Michael Langan.
- What Cassandra Saw (2008), cortometraje dirigido por Liam Frazier y Karen Penman.
- Luminaris (2011) de Juan Pablo Zaramella.
- Two Gentlemen of Honour (2012) de Joe & Gile.
- Jared Goldberg con su obra Mister G Meets the Biker Babes (2012).

## Espectáculos televisivos
- Angry Kid
- Sesame Street (Milo Counting, Ordering a Pizza, George the Farmer)
- The Goodies

## Vídeos musicales
- Baby C'mon de Stephen Malkmus.
- Be Near Me de ABC.
- Consolation Prizes de Phoenix.
- End Love de OK Go.
- Every Teardrop is a Waterfall de Coldplay.
- Fix de Jean-Paul De Roover.
- Long Gone de Fat City Reprise.
- Heard 'Em Say de Kanye West.
- Hello Again de The Cars.
- Her Morning Elegance de Oren Lavie.
- In your arms de Kina Grannis.
- Les tartines de Stella.
- Lame Claim to Fame de "Weird Al" Yankovic.
- Last Dance de George Clinton.
- Ma Che Discorsi de Daniele Silvestri.
- Now You See Her de Crash Test Dummies.
- Paralyzed de The Used.
- Pogo de Digitalism.
- Point of No Return de Nu Shooz.
- Road to Nowhere de Talking Heads.
- Shopping Trolley de Beth Orton.
- Sledgehammer de Peter Gabriel.
- Sex Machine de The Fat Boys.
- Strawberry Swing de Coldplay.
- The Box de Orbital.
- The End of the World de The Cure.
- The Hardest Button to Button de The White Stripes.
- There There de Radiohead.
- Time Won't Let Me Go de The Bravery.
- Vermilion de Slipknot.
- Les Colocs y Michel Gondry usaron la pixilación en muchos de sus videoclips.